# بیش‌سگ
بیش‌سگ (نام علمی: Epicyon) نام یک سرده از تیره سگ‌سانان است.